# Dál nAraidi
Dál nAraidi (někdy latinizováno jako Dalaradia) bylo království Cruithniů nalézající se na severovýchodě Irska v 1. tisíciletí našeho letopočtu. Území Dál nAraidi pravděpodobně odpovídá zemi Robogdii z Ptolemaiovy Geografike hyfegesis, kterou sdílelo s královstvím Dál Riata. Jeho zakladatelem, po kterém království přijalo i jméno, byl Fiachu Araide.
Jeho centrum se rozkládalo na severním pobřeží jezera Lough Neagh v jižním Antrimu. Dál nAraidi bylo druhým královstvím v Ulsteru a jeho králové několik století zápasili s královstvím Dál Fiatach o titul vrchního krále. Není jisté, zda království existovalo před 8. stoletím, s výjimkou v podobě volné konfederace malých království, dlouho poté, co cruithinští králové ztratili jakoukoliv reálnou kontrolu nad vrchním královstvím v Ulsteru.
Mezi nejvýznamnější vůdce Dál nAraidi patřili:
- Áed Dub mac Suibni († cca 588)
- Fiachnae mac Báetáin († cca 626)
- Congal Cáech († cca 637)